# Callistethus tricostulatus
Callistethus tricostulatus är en skalbaggsart som beskrevs av Ohaus 1897. Callistethus tricostulatus ingår i släktet Callistethus och familjen Rutelidae. Inga underarter finns listade.